# 4128 UKSTU
4128 UKSTU eller 1988 BM5 är en asteroid i huvudbältet som upptäcktes den 28 januari 1988 av den australiensiske astronomen Robert H. McNaught vid Siding Spring-observatoriet. Den är uppkallad efter en speciell model av teleskop, kallad U.K. Schmidt Telescope.
Asteroiden har en diameter på ungefär 4 kilometer och den tillhör asteroidgruppen Eunomia.